# Jemadia sosia
Espèce
Jemadia sosia est une espèce de lépidoptères de la famille des Hesperiidae, de la sous-famille des Pyrginae et de la tribu des Pyrrhopygini.

## Dénomination
Jemadia sosia a été nommé par Paul Mabille en 1878 sous le nom initial de Pyrrhopyga sosia.

### Nom vernaculaire
Jemadia sosia se nomme Sosia Skipper en anglais.

## Description
Jemadia sosia est un papillon au corps trapu et au thorax marron rayé  en long de bandes de poils bleu clair. 
Les ailes sont de couleur bleu ardoise foncé marquées aux ailes antérieures de plages blanches avec une ligne submarginale bleu clair métallisé et une autre ligne bleu clair métallisé proche de la partie basale, qui, aux ailes antérieures se continue le long du bord interne.
Le revers est semblable.

## Écologie et distribution
Jemadia sosia est présent en Colombie, au Venezuela, en Équateur au Pérou, en Bolivie, au Brésil,.

### Protection
Pas de statut de protection particulier.